# Im Landen der Basken
Puede que provengan de los constructores de la Torre de Babel, de los fenicios, de los habitantes del mar Atlántico, de los fineses o los mongoles...
Sin embargo, la teoría más extendida es que son descendientes de los íberos.»
Potrebbero provenire dai costruttori della Torre di Babele, dai Fenici, dagli abitanti dell'oceano Atlantico, dai finlandesi o dai mongoli...
Tuttavia, la teoria più diffusa è che siano discendenti degli iberici.»
(Introduzione del narratore al film)
Im Landen der Basken (in basco: Euskaldunen herrian) è un cortometraggio documentario del 1944 diretto da Herbert Brieger.
Il film venne girato in 35 mm nel corso della seconda guerra mondiale..
Questo cortometraggio in bianco e nero sembra un documentario etnografico, ma l'intenzione dell'autore era quella di avvicinare i baschi alla causa nazista.
Teresa Sandoval trovò una copia del Bundesarchiv di Berlino e la studiò con Santiago de Pablo. Prima di allora non era stato visto per più di mezzo secolo. Nel 2013 Una svastica sopra il Bidasoa è stato creato a partire dagli undici minuti di questo documentario.

## Trama

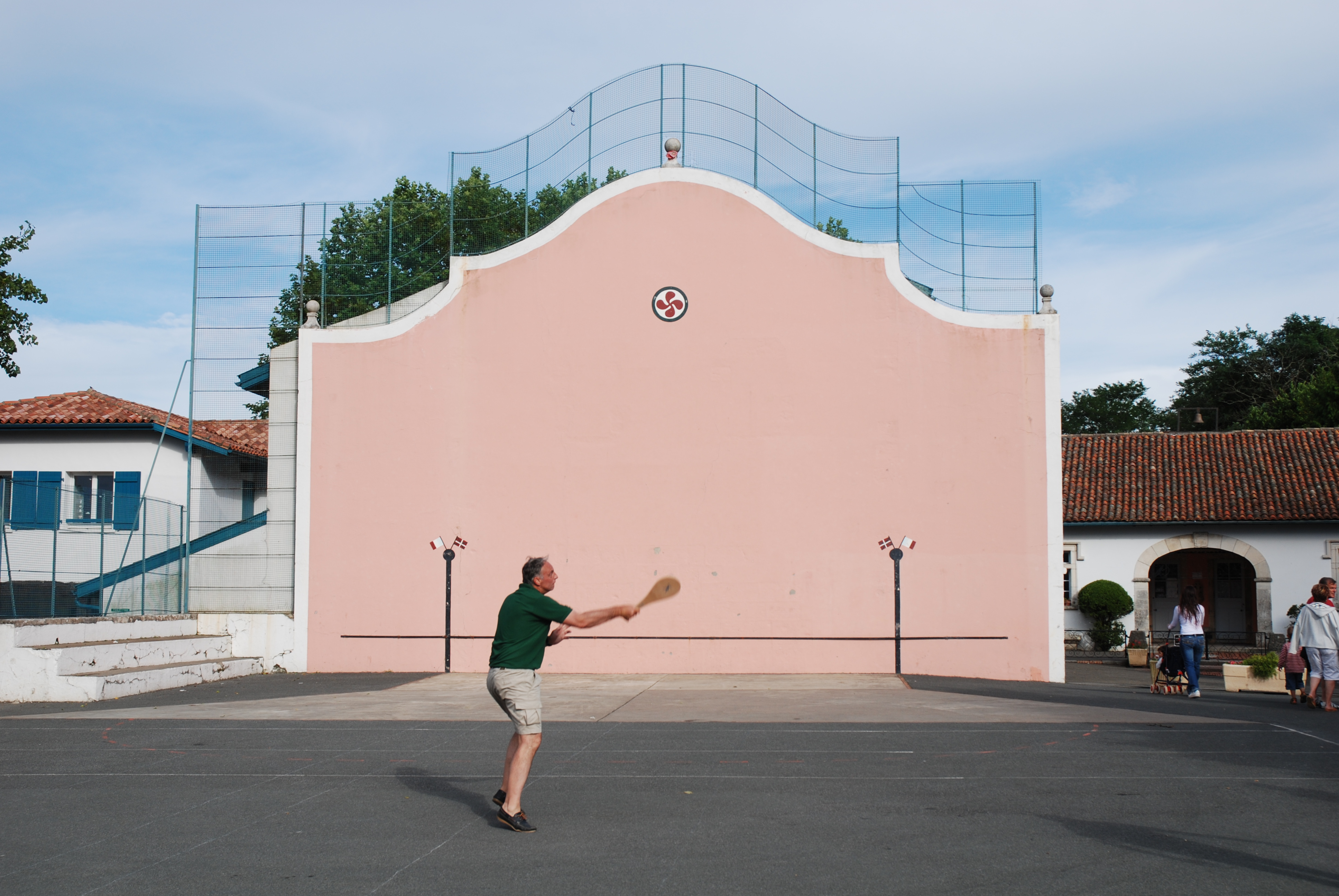
Scena di gioco alla pelota basca come quelle riprese nel documentario

Nel documentario il narratore cerca di farci affascinare per un popolo la cui origine è misteriosa facendoci vedere scene di vita quotidiana, festiva, immerse nella campagna o in cittadine di piccole dimensioni, ricreando così l'idea di un mondo ideale, di origine ancestrale, che altrove è andato perduto.
La parte centrale del documentario parla della pelota basca enfatizzando il ruolo che essa ha nella società basca e sottolineando il fatto che possa essere giocata anche a mani nude  ma la prima scena sembra artefatta: il regista potrebbe aver indotto i giocatori prima a passarsi la palla di mano in mano per mostrare una particolare abilità e poi a giocare senza palette / guanti / altri strumenti appositi .
La scena termina con raduni per assistere al gioco del fine settimana e un cantante annuncia il punteggio cantando in basco.
In un'altra scena alla pelota gioca il prete.
Successivamente si passa alle danze, ne sono indicate tre: arin-arin, mutxiko e fandango ruotano, schioccano le dita e compiono balli popolari di gruppo vestiti con abiti tradizionali. Quella più ballata sembra un fandango .
La fine come l'inizio presenta scene naturali questa volta prima di valli e monti prima e onde che si infrangono e costa Vizcaina poi.

## Personaggi
Il regista non si è avvalso di attori .

## Produzione

### Cast
In sovraimpressione nel video al diciottesimo secondo abbiamo:
- Herbert Brieger - regista
- Victor von Ihne - segretario particolare di Hitler da 1933 a 1944
- Marcel Grignon - musica
- Carel Ebert -
- Henri Forterre -
- Reinhard Harm -

Tutti definiti genericamente come collaboratori.

## Distribuzione

### Edizioni home video
È inserito per intero nel DVD Una svastica sopra il Bidasoa, distribuito a fine 2013. In tale opera è contenuta anche un'intervista al figlio di Herbert Brieger: Nicolas.

## Particolarità

### Assenza di riferimenti precisi

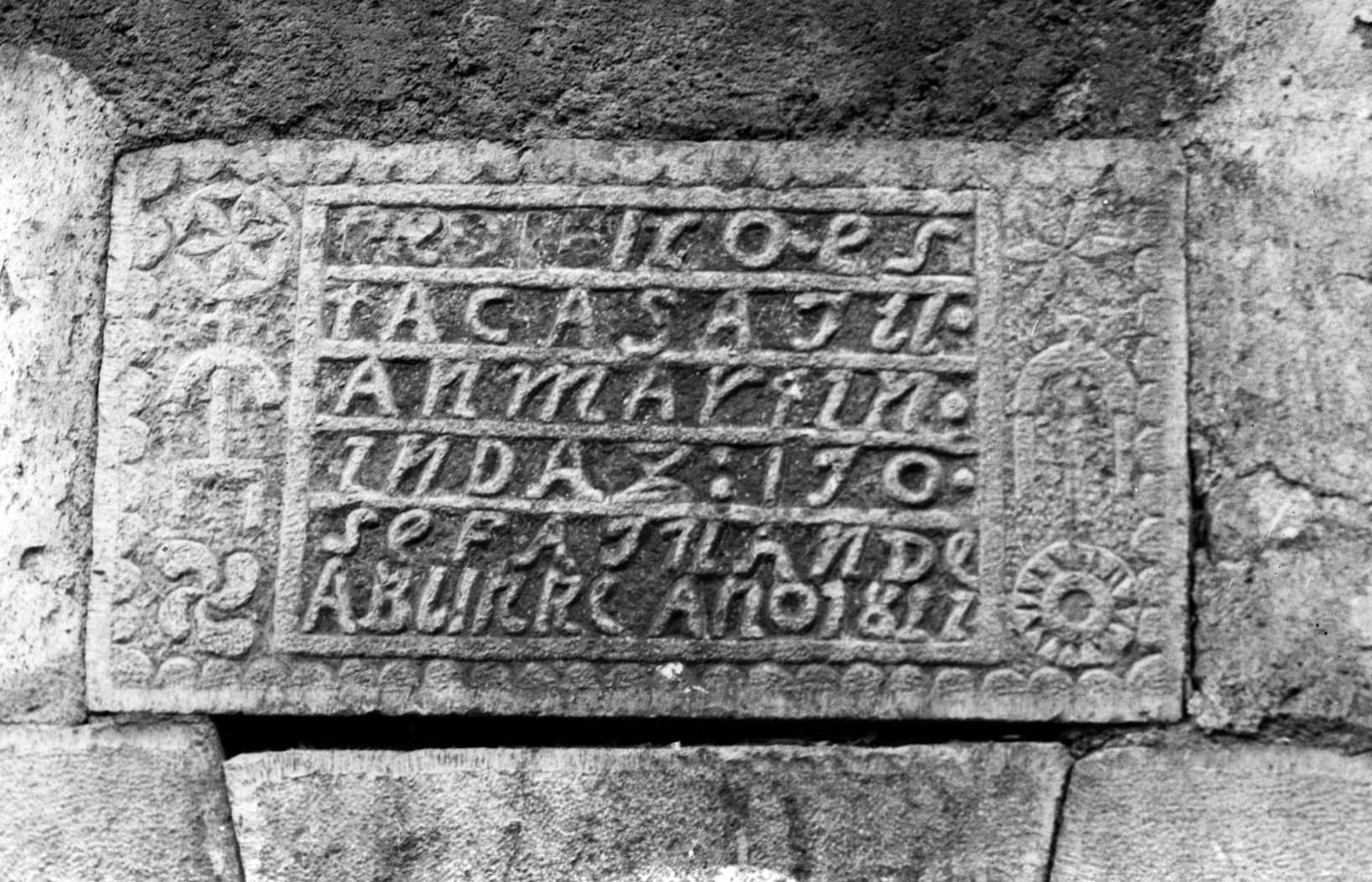
Pietra tombale con lauburu tipo quelle viste nel film

L'assenza di riferimenti precisi è una costante in tutto il film: mancano cartelli stradali, grandi città e altri segni distintivi delle località in cui è girato proprio in quanto il soggetto è la campagna e la vita rurale.
Si vede però una dogana nelle scene iniziali, un bar denominato Elissaldia e s'intravede una cittadina sulla costa nella scena finale.

### Bovini

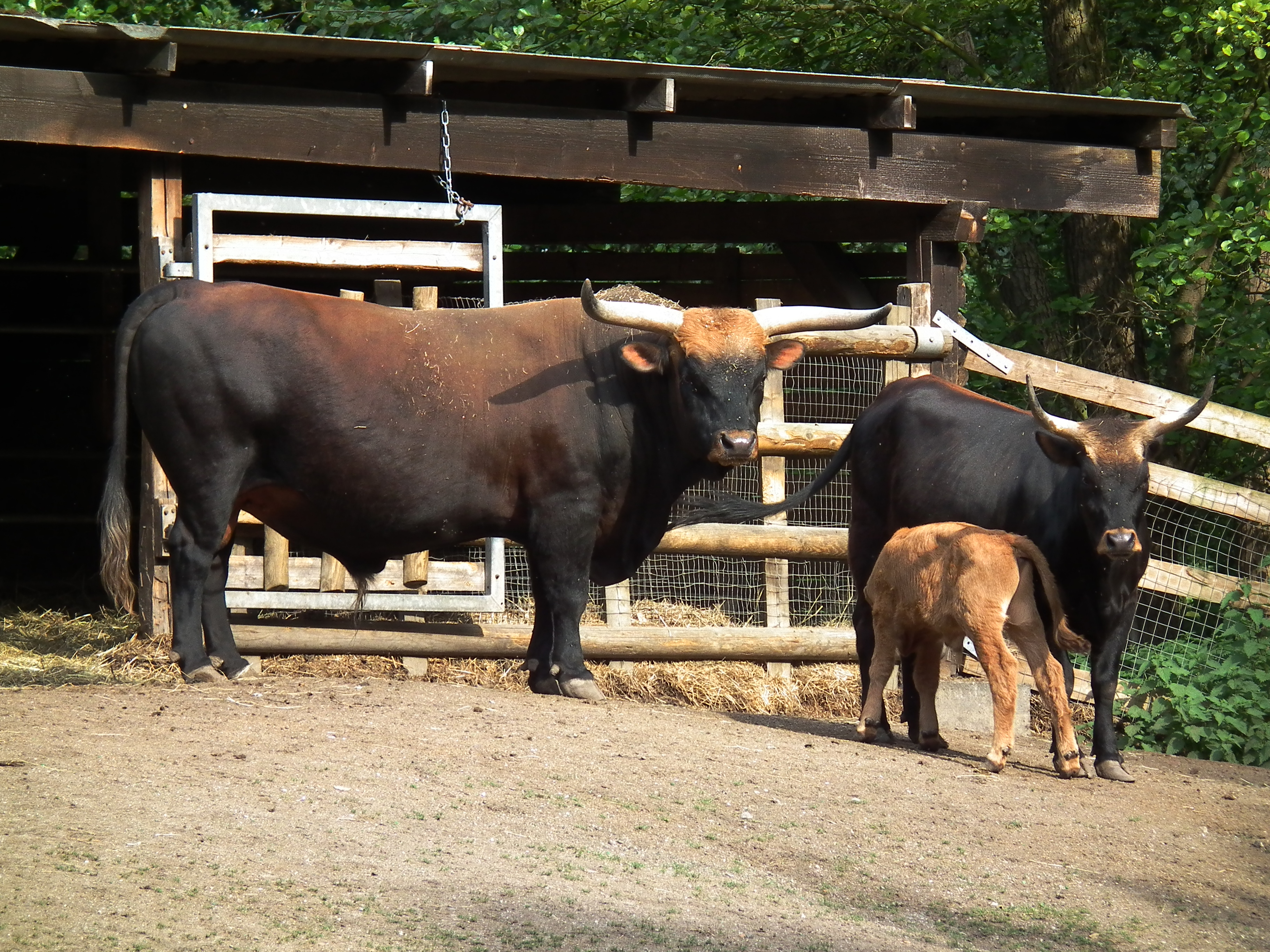
Bovini simili a quelli del film

I bovini locali su cui il documentario si sofferma sembrano avere caratteristiche comuni (grandi corna e lunghe) a quelle dei bovini selezionati dai tedeschi in giro per l'Europa per ricreare il primitivo uro. Tali esperimenti diedero origine al Bovino di Heck.

### Ricerca ossessiva
Il cortometraggio di Brieger di grande qualità formale, nasconde la ricerca tedesca circa la misteriosa origine e purezza della razza basca.
Nel documentario è mostrata la ricerca ossessiva maniacale dei nazisti del lauburu che nei paesi baschi, vista l'origine ancestrale, è dappertutto comprese le case e i piatti decorati mostrati nel film.

### Scritte in lingua ceca
All'inizio si può vedere le seguenti scritte:
(parte sottostante quella in tedesco in sovraimpressione)
Alla fine c'è scritto sia Ende che Konec.
Benché parlata solo in tedesco l'opera era pertanto probabilmente intesa per un doppiaggio in ceco da parte della casa di produzione tedesca UFA.

## Inesattezze geografiche

### Mappa franco-spagnola
Nella mappa che si vede all'inizio sono rappresentati su una cartina muta i fiumi: Ebro e Tago nella penisola iberica e Garonna, Loira, Rodano e Senna in Francia correttamente ma non altri grandi fiumi iberici quali il Duero, la Guadiana e il Guadalquivir.
I Pirenei sono più ampi che nella realtà e questo per suggerire un un'unione tra Francia e Spagna e quindi il messaggio politico di unione dei Baschi stessi.
La posizione di tutte le isole Baleari è a sud di Valencia dato che sono allineate orizzontalmente sulla mappa e poste all'altezza di capo della Nave.